# 朱煜如
朱煜如（1917年2月—），男，山东滕县人，中华人民共和国政治人物，曾任中国科学院西南分院副院长，贵州省政协副主席。